# Noctua gossypii
Noctua gossypii är en fjärilsart som beskrevs av Fabricius 1794. Noctua gossypii ingår i släktet Noctua och familjen nattflyn. Inga underarter finns listade i Catalogue of Life.